# Jiang Ranxin
Jiang Ranxin (2 de maio de 2000) é uma atiradora esportiva chinesa, campeã olímpica.

## Carreira
Ranxin participou dos Jogos Olímpicos de Verão de 2020 em Tóquio, onde participou da prova de pistola de ar 10 m em duplas mistas ao lado de Pang Wei, conquistando a medalha de ouro após se consagrar campeã.